# تود بورنس
تود بورنس (بالإنجليزية: Todd Burns)‏ هو لاعب كرة قاعدة أمريكي، ولد في 6 يوليو 1963 في مايووود في الولايات المتحدة.

## وصلات خارجية
- تود بورنس على موقعبيزبول رفرنس.كوم (الدوري الرئيسي) (الإنجليزية)
- تود بورنس على موقعبيزبول رفرنس.كوم (الدوري الثانوي) (الإنجليزية)